# Fulvio Lucioli
Fulvio Lucioli detto Fulvietto (Roma, 26 aprile 1954) è un collaboratore di giustizia, ex mafioso italiano ed esponente dell'organizzazione mafiosa romana Banda della Magliana.

## Biografia
Operaio della fabbrica Superpila, nel 1975 si unisce al gruppo del boss Nicolino Selis con cui inizia la sua carriera di malavitoso e rapinatore di uffici postali, tabaccherie e treni. Venne soprannominato il Sorcio, grazie alla sua capacità di rosicchiare dovunque ci fosse da prendere o da guadagnare qualcosa.
(Requisitoria del Pubblico Ministero Luigi De Ficchy)
Arrestato dopo la rapina al treno Chiusi-Siena (10 agosto 1976), fu condannato a 2 anni e 8 mesi di carcere.

### La Banda della Magliana
Durante la carcerazione accettò la proposta di Edoardo Toscano di entrare a far parte della neonata Banda della Magliana ricevendo, ancora tra le sbarre, una stecca di trecentomila lire alla settimana. Nel 1978, dopo la sua scarcerazione, per conto della banda, si diede al commercio di sostanze stupefacenti nella zona di Ostia, Acilia e Dragona, abbandonando definitivamente le rapine per un settore che si stava rivelando, già da allora, uno dei più redditizi dell'economia criminale.
Agli inizi degli anni ottanta, il progressivo aumento di contrasti, gelosie e rivendicazioni, innalzò paurosamente il livello di tensione e di ostilità tra le varie anime della banda segnando l'inizio della sua disgregazione. Una guerra fredda, una vera e propria faida interna con diversi morti ammazzati, che vide protagonisti, tra gli altri, anche il vecchio gruppo di appartenenza di Lucioli, quello cioè, capeggiato da Selis, il quale troverà la morte il 3 febbraio 1981.
Preoccupato soprattutto della sua incolumità, il Sorcio, che nel frattempo era stato arrestato, il 6 maggio 1983 e tradotto nel carcere romano di Regina Coeli dove, dopo alcuni mesi di travaglio interiore, il 14 ottobre di quello stesso anno scrisse una lunga lettera al direttore dell'istituto di pena dicendosi disposto ad iniziare un programma di collaborazione con la giustizia. E così, il giorno successivo, davanti al sostituto procuratore Nitto Palma e ad un funzionario della Squadra Narcotici, Lucioli iniziò il suo racconto riempiendo i verbali e confessando omicidi, rapine, traffici di stupefacenti e di armi, oltre che i legami della banda con politici, cardinali, massoni, mafiosi, camorristi, ndranghetisti, servizi segreti deviati ed eversione nera. Il suo primo atto, però, fu quello di revocare i suoi difensori di fiducia e richiedere un legale d'ufficio: un chiaro segnale mandato verso l'esterno riguardo alle sue intenzioni di pentimento. Grazie alle sue testimonianze, il 15 dicembre 1983, le forze dell'ordine arrestarono 64 persone tra boss, seconde linee e fiancheggiatori, decapitando di fatto gran parte dell'organizzazione. Il 23 giugno 1986 con la sentenza del processo di primo grado, 37 dei 64 imputati alla sbarra furono condannati, ma solamente per traffico di sostanze stupefacenti. Confermate nel processo d'appello (il 20 giugno 1987), le condanne furono poi annullate e le assoluzioni per insufficienza di prove trasformate in formula piena dalla Cassazione, il 14 giugno 1988.
Infine la nuova Corte d'assise d'appello, il 14 marzo 1989, derubricò di fatto l'addebito di associazione per delinquere, screditando la figura del Sorcio definendolo un mitomane e: «una abnormità psichica aggravata da nefaste influenze ambientali a cui sottende un deficit intellettivo meglio definibile come debolezza mentale indice di coscienza non lucida, di stato delirante, di confusione dissociata».
Le sue confessioni vennero però poi riprese in considerazione nel successivo pentimento del boss Maurizio Abbatino. Grazie alle sue rivelazioni, infatti, 3 ottobre 1995 venne istruito un nuovo maxiprocesso all'intera organizzazione della Banda della Magliana.

## Lucioli nella cultura di massa
La figura di Lucioli ha ispirato il personaggio del Sorcio nel libro Romanzo criminale, scritto nel 2002 da Giancarlo De Cataldo e riferito alle vicende realmente avvenute della banda della Magliana. Nell'omonimo film che ne verrà poi tratto, diretto da Michele Placido nel 2005, il personaggio del Sorcio fu interpretato dall'attore Elio Germano, mentre nella serie televisiva, diretta da Stefano Sollima, da Roberto Infascelli.